# Río Chambirayacu
Der Río Chambirayacu ist ein 45 km langer linker Nebenfluss des Río Huallaga in der Provinz Mariscal Cáceres der Region San Martín im zentralen Norden Perus.

## Flusslauf
Der Río Chambirayacu entspringt an der Ostflanke der peruanischen Zentralkordillere an der westlichen Grenze des Distrikts Campanilla. Das Quellgebiet liegt auf einer Höhe von etwa 2380 m an der Wasserscheide zum weiter westlich fließenden Río Abiseo. Der Río Chambirayacu fließt anfangs 11 km nach Osten, anschließend in Richtung Ostsüdost und schließlich ab Flusskilometer 15 nach Nordosten. Der Río Chambirayacu mündet auf einer Höhe von ungefähr 400 m in den nach Norden strömenden Río Huallaga.

## Einzugsgebiet
Der Río Chambirayacu entwässert ein Areal von etwa 247 km². Dieses liegt vollständig im Distrikt Campanilla. Im Süden grenzt das Einzugsgebiet des Río Chambirayacu an das des Río Matallo, im Westen an das des Río Abiseo sowie im Norden an die Einzugsgebiete der Flüsse Río Chilpus und Río Sion.

## Ökologie
Das Einzugsgebiet des Río Chambirayacu ist unbewohnt und mit Bergregenwald bedeckt. Der Bereich im äußersten Westen des Einzugsgebietes liegt innerhalb des regionalen Schutzgebietes Bosques de Shunté y Mishollo und grenzt an den weiter westlich gelegenen Nationalpark Río Abiseo.